# Mfset
L'MFSet (Merge-Find Set), altrimenti conosciuto come struttura dati union-find, è una struttura dati derivante dal concetto di partizione, per cui dato un insieme finito di elementi a volte risulta utile partizionarli in insiemi disgiunti. 
L'algoritmo di Merge-Find è quindi utile per le due operazioni possibili su questa struttura dati:
- Ricerca: determina in quale insieme si trova un particolare elemento, o se due elementi appartengono allo stesso insieme
- Unione: combina o fonde due insiemi in un unico insieme

L'altra operazione su MFSet è Crea, tramite la quale è possibile dato un insieme crearne la partizione formata solo da singoletti. 
Con l'utilizzo di questi tre operatori è possibile risolvere molti problemi pratici.

## Operazioni

### Sintassi
- CREAMFSET (INSIEME) {\displaystyle \rightarrow } MFSet
- TROVA (ELEMENTO, MFSET) {\displaystyle \rightarrow } componente
- FONDI (ELEMENTO, ELEMENTO, MFSET) {\displaystyle \rightarrow } MFSet

### Semantica
- CREAMFSET({\displaystyle {\mathit {A}}})={\displaystyle {\mathit {S}}}

{\displaystyle {\mathit {S}}} è quindi una famiglia di {\displaystyle {\mathit {n}}} = |{\displaystyle {\mathit {A}}}| componenti {\displaystyle {\mathit {C_{1}}}},...,{\displaystyle {\mathit {C_{n}}}} ciascuno dei quali contiene un solo elemento di {\displaystyle {\mathit {A}}} tale che {\displaystyle \bigcup _{i}^{n}{\mathit {C_{i}}}}= {\displaystyle {\mathit {A}}}.
- TROVA({\displaystyle {\mathit {x}},{\mathit {S}})={\mathit {C}}}

se {\displaystyle {\mathit {x}}} appartiene ad una componente di {\displaystyle {\mathit {S}}} allora {\displaystyle {\mathit {C}}} è l'identificatore della componente cui {\displaystyle {\mathit {x}}} appartiene.
- FONDI({\displaystyle {\mathit {x}},{\mathit {y}},{\mathit {S}})=S'}

se TROVA({\displaystyle {\mathit {x}},{\mathit {S}})} è diverso da {\displaystyle TROVA({\mathit {y,S}})} quindi {\displaystyle {\mathit {x}}} ed {\displaystyle {\mathit {y}}} appartengono a componenti distinte di {\displaystyle {\mathit {S}}} allora {\displaystyle {\mathit {S'}}} è formato da tutte le componenti di {\displaystyle {\mathit {S}}} che non contengono {\displaystyle {\mathit {x}}} o {\displaystyle {\mathit {y}}}, e da una nuova componente data dall'unione delle due componenti contenenti {\displaystyle {\mathit {x}}} ed {\displaystyle {\mathit {y}}}.